# 榊原氏
榊原氏（羅馬字：Sakakibarashi）是三河國的氏族。

## 歷史

### 自出

榊原氏家紋
（榊原源氏車）

榊原氏是源義康的子孫，之後移住到三河國仁木（愛知縣岡崎市仁木町）並稱仁木氏。榊原氏自稱為仁木氏的庶流。

### 戰國時代
在日本戰國時代仕於松平氏，原本只是陪臣。後來在德川家康新設旗本先手役後被提拔的式部大輔康政與本多忠勝等人並列為德川四天王、德川十六神將，因此成為上野國館林藩藩主。子孫成為譜代大名和親藩。

### 江戶時代
式部大輔康政的玄孫政倫沒有嗣子，式部大輔家在第5代時一度斷絶。不過因為是親戚大名家，最後在旗本的收入養子來避免斷絶。
- 1590年〜1643年－上野國館林藩（群馬縣館林市）
- 1643年〜1649年－陸奥國白河藩（福島縣白河市）
- 1649年〜1667年－播磨國姬路藩（兵庫縣姬路市）
- 1667年〜1704年－越後國村上藩（新潟縣村上市）
- 1704年〜1741年－播磨國姬路藩（兵庫縣姬路市）
- 1741年〜1871年－越後國高田藩（新潟縣上越市）

## 名人
- 榊原英資，著名經濟學者，號「日元先生」。
- 榊原良行，日本棒球選手。
- 榊原諒，日本棒球選手。